# گژبینگ-کولونگا
گژبینگ-کولونگا (به لهستانی:  Grzebienie-Kolonia) یک روستا در لهستان است که در گمینا نوو دوور واقع شده‌است.